# داکا-۲
داکا-۲ (به لاتین: Dhaka-2) یک منطقهٔ مسکونی در بنگلادش است که در ناحیه داکا واقع شده‌است.